# W51 (核弾頭)
W51は、アメリカ合衆国が開発していた核弾頭。超小型核弾頭であり、プルトニウムを用いたインプロージョン方式の核分裂弾頭である。核出力は22tを予定していた。アメリカ陸軍のデイビー・クロケット無反動砲およびアメリカ空軍のAIM-26ファルコン空対空ミサイル弾頭用として開発されていた。
1958年には核実験が繰り返されたが、不完全核爆発を起こすこともあり、技術的信頼性向上に難渋していた。そのため、開発主体がローレンスリバモア国立研究所からロスアラモス国立研究所に移管され、1959年に開発中止、W54として再設計が行われることとなった。